# Amber Stachowski
Amber Val Stachowski, född 14 mars 1983 i Mission Viejo, Kalifornien, är en amerikansk vattenpolospelare. Hon deltog i den olympiska vattenpoloturneringen i Aten där USA:s damlandslag i vattenpolo tog brons. Hon gjorde två mål i turneringen. Året innan hade Stachowski varit med om att ta guld i både VM och Panamerikanska spelen.